# AHEPA
Die AHEPA (Akronym für: American Hellenic Educational Progressive Association) ist eine Organisation, die sich einst in der Förderung des gesellschaftlichen Austauschs von Griechen und Nichtgriechen (sowie der Assimilierung und Integration) engagierte und heute in der Kulturförderung tätig ist. Mitglieder sind häufig Personen der griechischen Diaspora oder Philhellenen, darunter bisher auch drei Präsidenten der USA.

## Geschichte

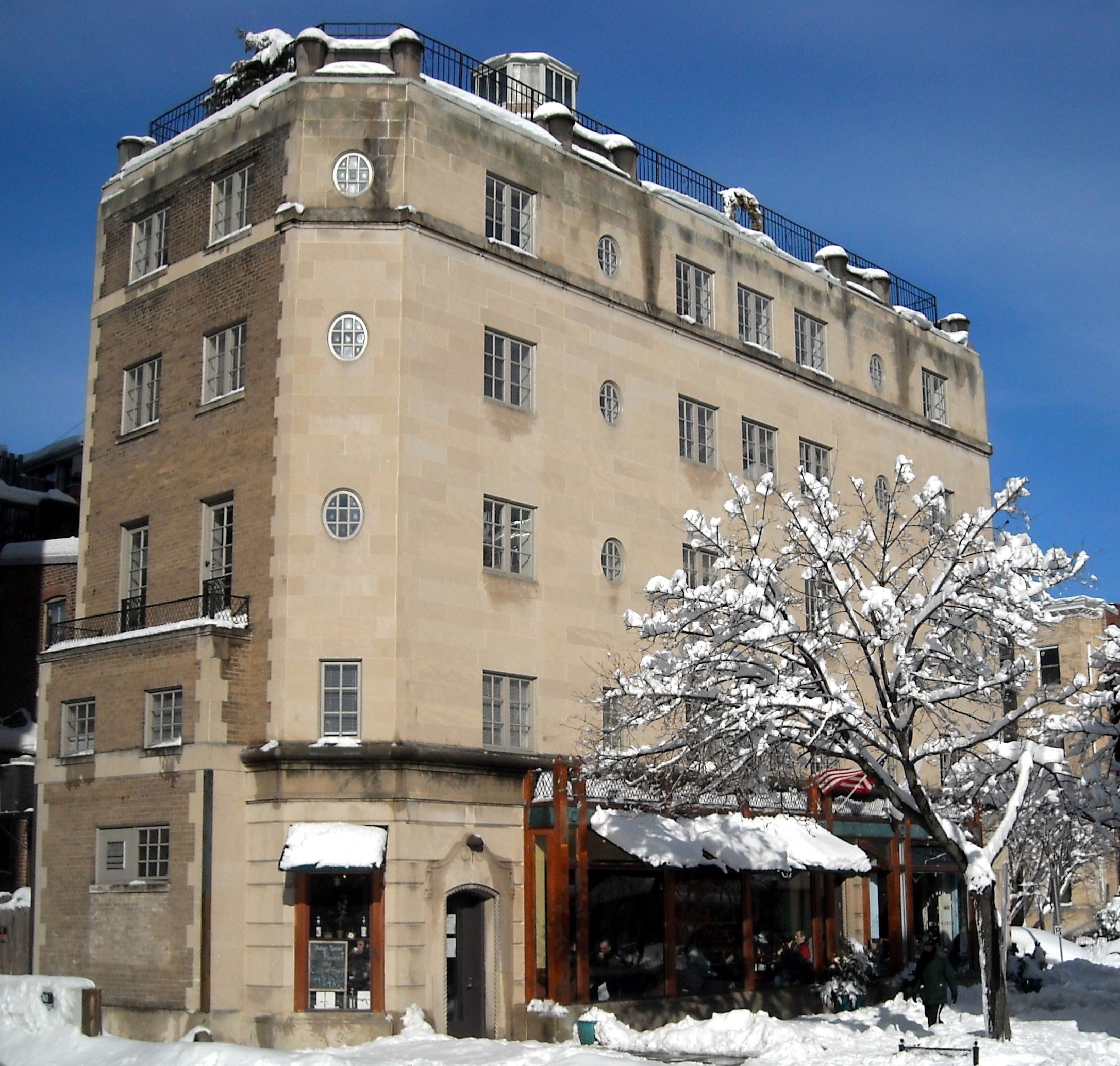
Sitz und Geschäftsstelle der AHEPA in Washington, D.C. Im Erdgeschoss befinden sich zwei Ladengeschäfte

In Nordamerika kam es Anfang des 20. Jahrhunderts zu griechenfeindlichen Ausschreitungen, von denen die Ausschreitungen in Toronto 1918 einen Höhepunkt darstellten. In dessen Folge begann der Ku-Klux-Klan seine Übergriffe auf Griechen und deren Betriebe in den Südstaaten der USA zu intensivieren. Da dieser auch Einfluss auf Ortsgerichte hatte, konnten Opfer keine Rechtsmittel einlegen, bzw. nur in höheren Instanzen zu ihrem Recht kommen, sofern die Fälle überhaupt bearbeitet wurden. Bürger griechischer Herkunft gründeten am 26. Juli 1922 die Order of AHEPA mit dem Zweck einerseits den Opfern zu helfen, andererseits die Assimilation zu fördern, beispielsweise mit Englischkursen. Man vertrat die Meinung, dass nur als gute amerikanische Staatsbürger die Griechen ausreichend Schutz genießen würden, und so kooperierte die AHEPA eng auch mit anderen Organisationen, darunter die B’nai B’rith und die NAACP. Im Zweiten Weltkrieg verkaufte sie amerikanische Staatsanleihen in Höhe von 500 Mio. $, mehr als jede andere Organisation.
1978 wurde „The Moorings“ der Hauptsitz der AHEPA als „Historic Place“ unter Denkmalschutz gestellt. Das Art-déco-Gebäude wurde 1927 von Horace W. Peaslee entworfen, und wenige Jahre später an die AHEPA verkauft, es ist Teil des Dupont Circle Historic District.
2003 verausgabte die Canada Post eine Briefmarke zum 70. Geburtstag des dortigen Ablegers der AHEPA, obwohl dieser nur 1500 Mitglieder hat.

### Soziale Engagements
Mit dem Ausklingen der Einwanderung aus Griechenland und dem Abschluss der Assimilierung verlagerte sich das Tätigkeitsfeld mehr und mehr auf den kulturellen Bereich, meist mit Bezug zur griechischen Kultur, etwa der Finanzierung von Forschungsprojekten in der klassischen Archäologie und Byzantinistik.
Die Tätigkeitsfelder sind sehr vielseitig, in den USA umfasst sie etwa auch Sportveranstaltungen, oder Wohltätigkeitsveranstaltungen oder eine Spende zur Renovierung der Freiheitsstatue. In Griechenland wurde u. a. in Athen 1950 der AHEPA-Trakt des Evangelismos-Krankenhauses eingeweiht und 1963 das Truman-Denkmal gestiftet, in Thessaloniki unterhält sie das AHEPA University Hospital.

## Präsenz
Anfangs war sie eine Logenvereinigung in den Südstaaten und nur Personen griechischer Herkunft vorbehalten, später weitete sich die AHEPA in der zweiten Hälfte des 20. Jahrhunderts zu einer offenen USA-weiten Organisation (mit zusätzlichen Büros in Griechenland und Zypern). Sie gliederte sich in „Subordinate Lodges“ und „Superior Lodges“, an deren Stelle traten „Chapter“ und „Districts“, aus der Gründungszeit findet sich die Bezeichnung „Supreme“ in Ämterbezeichnungen wie Supreme President oder Supreme Treasurer.
1979 hatte die AHEPA über 25.000 Mitglieder, 1989 waren es über 60.000. Die Kulturförderung führte zur Gründung von Ablegern, darunter in Australien (AHEPA Australasia, seit 1982) und Kanada. Insgesamt gibt es über 600 Chapter weltweit, von denen jedoch 540 sich in den USA befinden. Schätzungsweise waren in den über 90 Jahren über 250.000 Personen in ihrer Lebenszeit Mitglied der AHEPA.

### Präsenz im deutschsprachigen Raum
Die AHEPA ist erst seit 2018 präsent, gegenwärtig (Stand 04/2020) mit folgenden Ablegern:
- Chapter 604 „Nikos Kazantzakis“, Berlin
- Chapter 624 „Achilleas“, Stuttgart
- Chapter 611 „Lucas M. Miller“, Wiesbaden
- Chapter 614 „Nikolaus Dumba“, Wien
- Chapter 617 „Johann Wolfgang Goethe“, Frankfurt
- Chapter 618 „Konstantin Karatheodori“, München

## Galerie

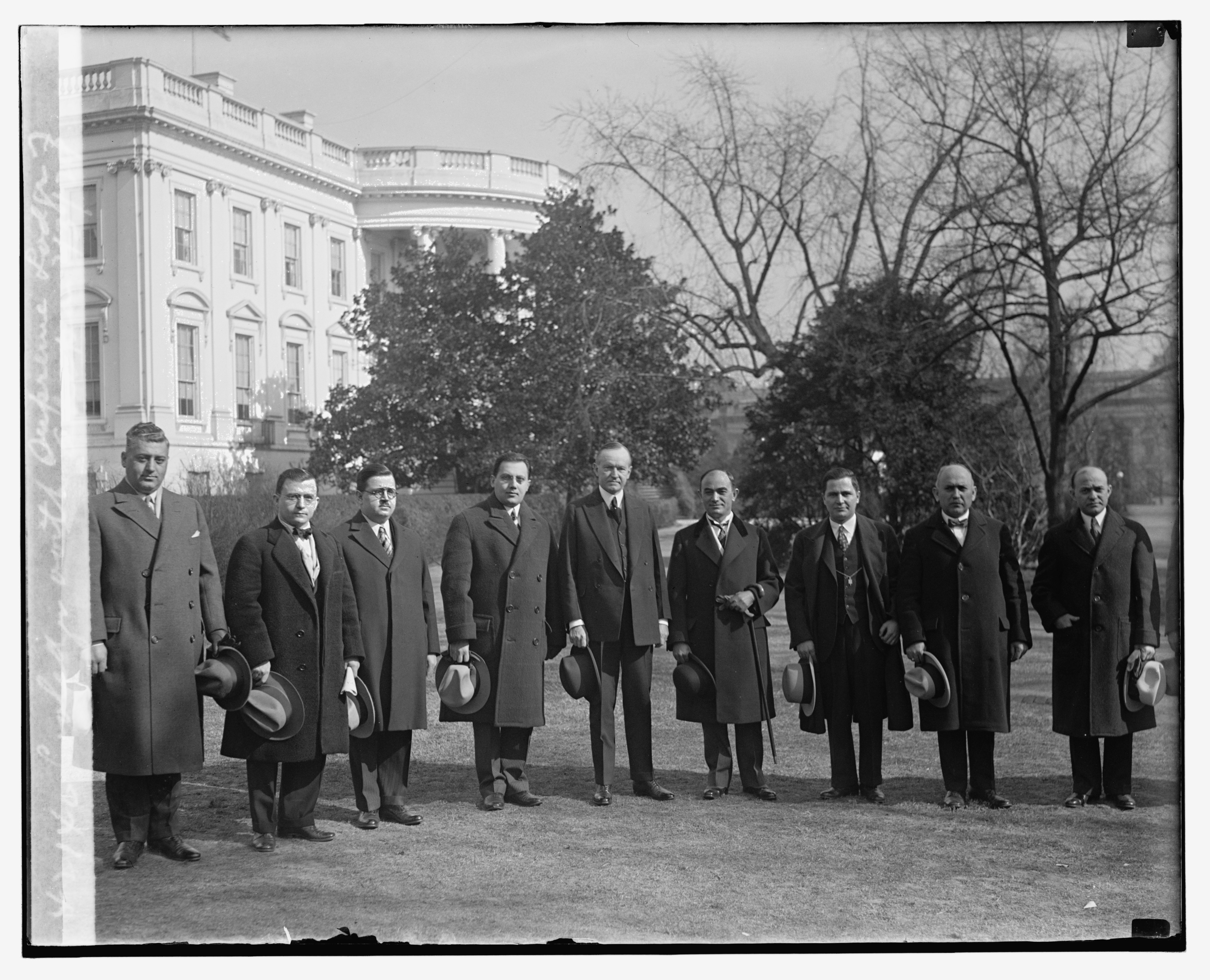
Die Supreme Lodge der AHEPA zu Besuch im Weissen Haus, 1929
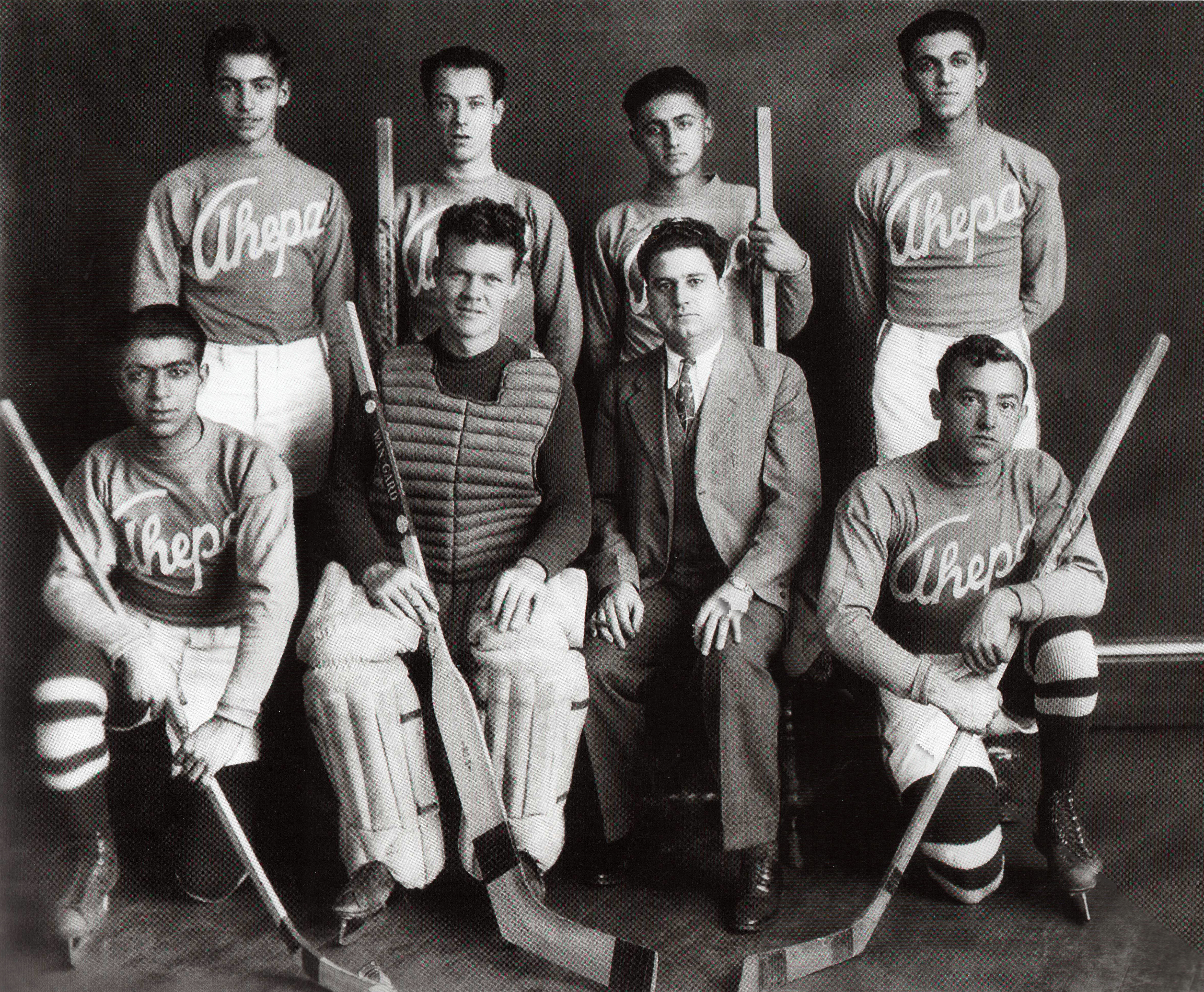
Eishockey-Mannschaft des Chapters Cheyenne/Wyoming. 1931
Roosevelt bekommt seine Mitgliedsurkunde persönlich überreicht, 1931
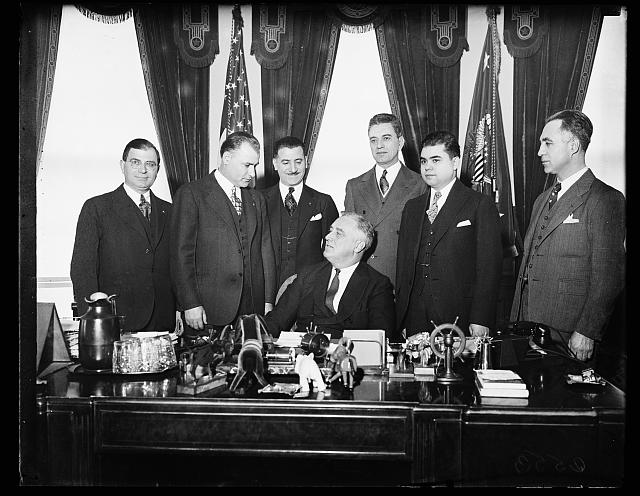
AHEPA-Führungskräfte zu Besuch im Weissen Haus, 1936
Ein Bankett der AHEPA, 1938
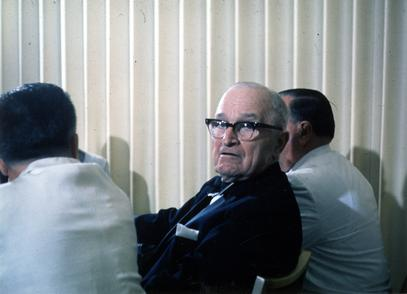
Harry Truman auf einer Mitgliederversammlung der AHEPA
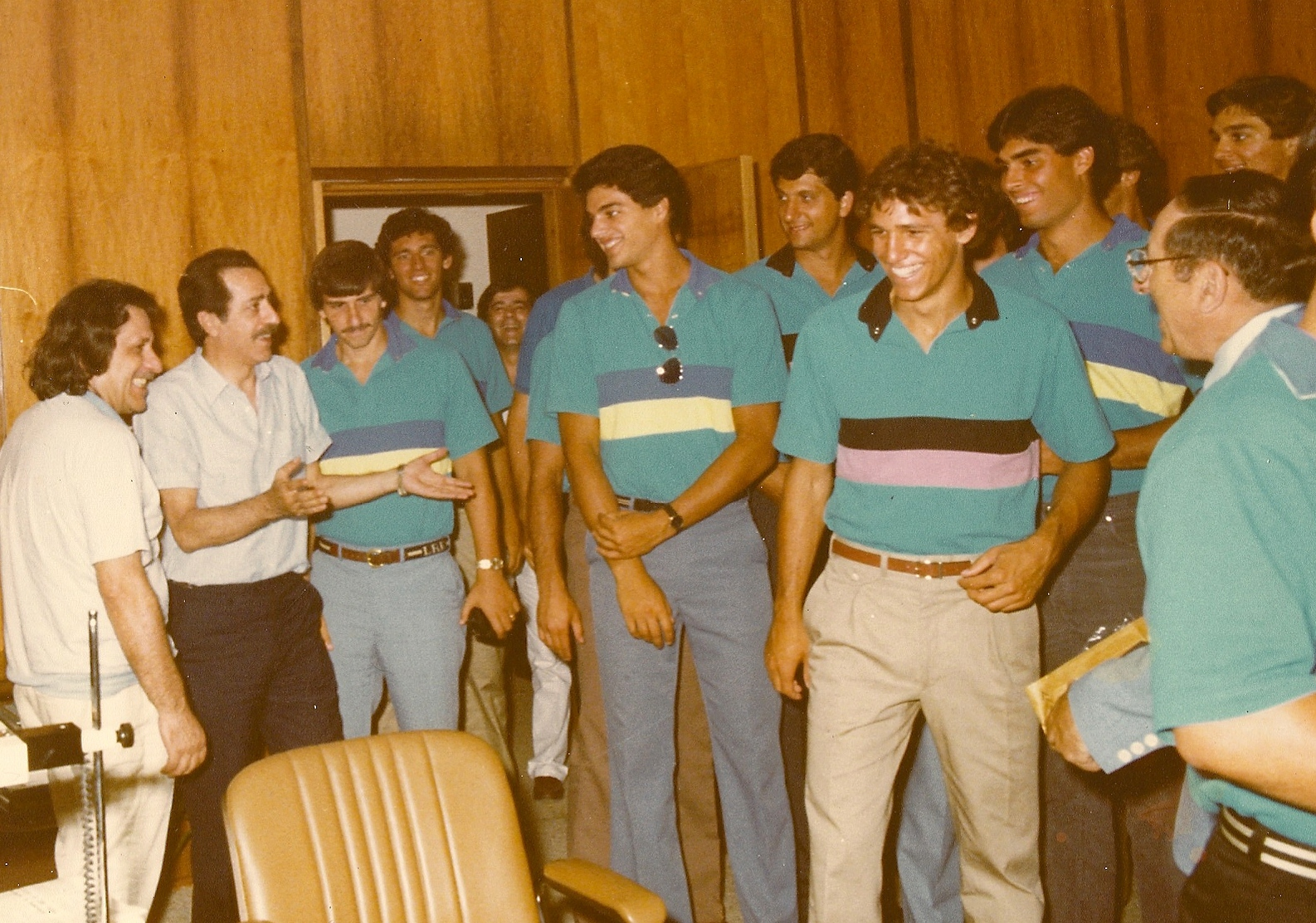
Ehrungen nach einem Basketballturnier der AHEPA, 1982
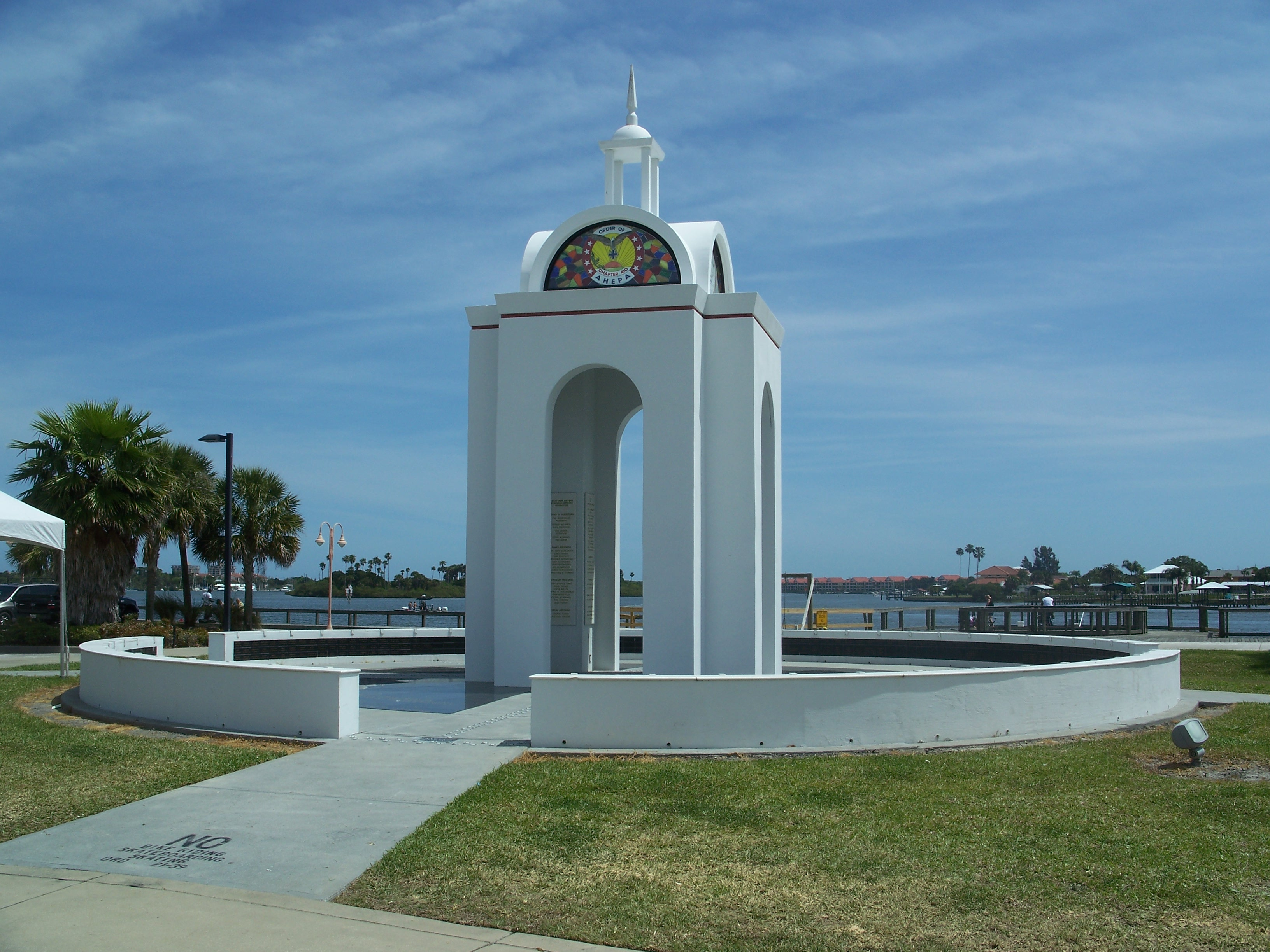
AHEPA-Denkmal im Riverside Park in New Smyrna Beach, Florida